# Гремучий (Ульяновская область)
Гремучий — поселок Павловском районе Ульяновской области. Входит в состав Шаховского сельского поселения. 

## География
Находится на расстоянии примерно 14 километров по прямой на восток-юго-восток от районного центра поселка Павловка.

## Население
Население составляло 193 человек в 2002 году (русские 33%, чуваши 63%), 179 по переписи 2010 года.